# Lebaksiu Kidul
Lebaksiu Kidul is een bestuurslaag in het regentschap Tegal van de provincie Midden-Java, Indonesië. Lebaksiu Kidul telt 6269 inwoners (volkstelling 2010).